# FIFA 16
FIFA 16 — двадцать третья футбольная игра из серии игр FIFA, выпущена для платформ Microsoft Windows, PlayStation 4, PlayStation 3, Xbox One и Xbox 360, Android и iOS, дата российского релиза — 22 сентября 2015 года.

## Геймплей

### Женский футбол
Впервые за всю историю серии появился женский футбол. В FIFA 16 доступны женские национальные сборные Германии, США, Франции, Швеции, Англии, Бразилии, Канады, Австралии, Испании, Китая, Италии и Мексики. Играть женские команды могут только между собой в режиме Матч дня (Match Day), в офлайн турнирах и онлайн товарищеских матчах. Для футболисток были записаны новые анимации бега, лица и волос. Также в игре появились эксклюзивные движения и игровые стили таких футболисток как Кристина Синклер (Канада), Алекс Морган (США) и Стефани Хьютон (Англия).

### Графика
В FIFA 16 произошли небольшие улучшения графики: в игре сделали новые текстуры кожи, продолжили эксперименты со светом, улучшили освещение в вечернее время и погоду — появился лёгкий туман. Также в игре появился исчезающий судейский спрей. В игре появились аутентичное оформление матчей немецкой Бундеслиги, как и в реальных трансляциях. Также добавлены новые состояния погоды, всего доступно 9 вариантов. Помимо присутствовавших в FIFA 15 солнечной, облачной, дождливой и снежной погоды, добавятся «пасмурно», «переменная облачность», «туман», «ливневые дожди» различной интенсивности и «шквальный ветер».
С этого сезона EA Sports заключила трёхлетний контракт с клубом «Реал Мадрид», в FIFA 16 появились обновленные 3D сканы лиц 14 популярных игроков команды, в том числе Криштиану Роналду, Хамеса Родригеса, Луки Модрича и Карима Бензема. Всего в игре добавлено и обновлено около 450 лиц футболистов.
В физическую модель движения защитников внесли более 25 новых особенностей. Оборонительные игроки в FIFA 16 действуют на своих позициях более согласованно и продуманно, прикрывая опасные места и опекая игроков команды соперника. Появились новые базовые финты — разные подкаты, обманные движения и прикрытия корпусом.
В игру добавлен режим Тренер FIFA (FIFA Trainer), в котором будут даваться подсказки во время игры, появляясь над головой активного игрока. Если вы без мяча, игра подскажет, какие существуют варианты для отбора, если вы с мячом — вам покажут как правильно отдать пас или сделать навес, от простых подсказок «тренер» постепенно переходит к сложным, таких как финты и кручёные удары.

### Карьера
В режиме карьеры появились предсезонные товарищеские турниры, есть возможность принять участие в трёх из девяти возможных турниров, проводимых в Азии, Европе, Латинской и Северной Америке. Во время сезона появилась возможность тренировать футболистов между матчами для повышения их характеристик. Каждую неделю можно выбрать до пяти игроков из состава и дать им различные тренировочные задания. Во время товарищеских матчей количество замен не ограничено. Срок краткосрочной аренды игроков из других команд увеличен с трёх до шести месяцев, появилась возможность аренды на два сезона.

### Ultimate Team
В режиме Ultimate Team появился новый формат трансляций, во время игры показывается статистика и показатели игроков. Комментаторы во время матча рассказывают о клубе, в динамических комментариях используется статистика и история команды FUT. Также произошли изменения в интерфейсе режима, добавлены функция «пометка», новые анимации открытия наборов, индивидуальная шкала сыгранности и прочее.

### Драфт
В игру добавлен режим FUT Драфт, в котором нужно будет выбрать схему и наиболее подходящего игрока из пяти случайным образом выпавших футболистов на каждую позицию, а затем сразиться с соперниками в серии из четырёх поединков, чтобы получить награды: монеты, наборы и многое другое. Вступительный взнос за участие в режиме Драфт составляет 15 000 игровых монет (или 300 FIFA Points), либо одну фишку драфта, которую можно получить в наборах FUT.

#### Легенды
В Football Legends, который является эксклюзивным и лучшим контентом для Xbox One, появились десять новых легендарных футболистов прошлого — Джордж Бест, Витор Баия, Деку, Дженнаро Гаттузо, Райан Гиггз, Яри Литманен, Алессандро Неста, Хавьер Санетти, Лэндон Донован и Алекси Лалас, они пополнили собой прошлогодний список из 55 футболистов. С этого года любая карточка легенды имеет как минимум оранжевую связь (сыгранность) с любым футболистом любой лиги и национальности.

## Команды

### Лиги
Список лиг, по сравнению с прошлым годом, остался без изменений. После отсутствия в игру вернулись 16 бразильских клубов, они будут доступны в разделе «Остальной мир» с лицензионными эмблемами и названиями. В связи с тем, что права на Лигу Чемпионов УЕФА и Лигу Европы УЕФА были выкуплены конкурентом EA Sports, компанией KONAMI, данные турниры являются нелицензированными в игре.

### Мужские национальные сборные
Всего в FIFA 16 присутствует 48 национальных сборных, из них 24 полностью лицензированные, ещё 24 сборные частично лицензированные — у них реальные составы и игроки, но нелицензированные формы и эмблемы. По сравнению с FIFA 15 в игре появились сборные Китая и Канады, а исчезла команда Южной Кореи.

## Стадионы
В трейлере на выставке E3 2015 были показаны новые стадионы игры: «Боруссия Парк», на котором играет «Боруссия» (Мёнхенгладбах), «Сэнчури Линк-филд» американского клуба «Сиэтл Саундерс» и реконструированный «Стад Велодром» марсельского «Олимпика». Всего в игре появилось 9 новых стадионов.

### Комментаторы
В российской версии игры появились новые комментаторы — Георгий Черданцев и Константин Генич, за три месяца работы комментаторы записали более 30 000 реплик.

## Саундтрек
В саундтрек игры вошли следующие композиции:
- All Tvvins — Darkest Ocean
- April Towers — A Little Bit Of Fear
- Atlas Genius — Stockholm
- AURORA — Conqueror
- Baiana System — Playsom
- Baio — Sister Of Pearl
- BANNERS — Shine A Light
- Bastille — Hangin'
- Beck — Dreams
- Bomba Estereo — Soy Yo
- BØRNS — Fool
- Coasts — Tonight
- Disclosure — Omen (feat. Sam Smith)
- Durante — Slow Burn (feat. Chuck Ellis)
- Everything Everything — Distant Past
- Foals — Mountain At My Gates
- Gin Wigmore — New Rush
- Icona Pop — Emergency
- Jax Jones — Yeah Yeah Yeah
- John Newman — Tiring Game (feat. Charlie Wilson)
- Kaleo — Way Down We Go
- Kygo — ID
- Louis The Child — It's Strange (feat. K. Flay)
- Miami Horror — All It Ever Was
- No Wyld — Let Me Know
- Nothing But Thieves — Trip Switch
- Of Monsters and Men — Crystals
- Parade Of Lights — Feeling Electric
- RAC — Back Of The Car (feat. Nate Henricks)
- Raury — Crystal Express
- Seinabo Sey — Pretend
- Skylar Grey — Cannonball (feat. X Ambassadors)
- Slaptop — Walls
- Speelburg — Lay It Right
- Swim Deep — One Great Song And I Could Change The World
- The Royal Concept — Smile
- The Very Best — Makes A King (feat. Jutty Taylor)
- Tiggs Da Author — Run
- Unknown Mortal Orchestra — Can't Keep Checking My Phone
- X-Wife — Movin' Up
- Years & Years — Gold (FIFA Edit)
- Zibra — Goodbye Mondays

## Издания
Сделавшие предварительный заказ FIFA 16 до 22 сентября 2015 года смогут выбрать из нескольких вариантов комплектации игры — стандартное, Deluxe и Super Deluxe.
| Издание игры                                              | Стандартное | Deluxe | Super Deluxe |
| --------------------------------------------------------- | ----------- | ------ | ------------ |
| 16 «Золотых наборов» Ultimate Team                        | Да          | Нет    | Нет          |
| 40 Premium «Золотых наборов» Ultimate Team                | Нет         | Да     | Нет          |
| 40 Jumbo Premium «Золотых наборов» Ultimate Team          | Нет         | Нет    | Да           |
| Лионель Месси в Ultimate Team (на 5 матчей)               | Нет         | Да     | Да           |
| Тибо Куртуа и Серхио Агуэро в Ultimate Team (на 5 матчей) | Нет         | Нет    | Да           |
| Анимация празднования гола «Танцующий робот»              | Да          | Да     | Да           |
| Анимация празднования гола «Нокаут»                       | Да          | Да     | Да           |

## Обложка

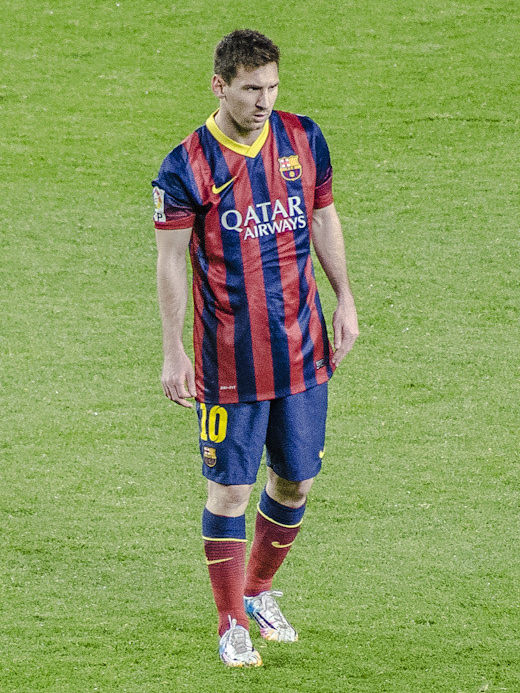
Лионель Месси

На глобальной обложке игры в очередной раз изображён аргентинец Лионель Месси в форме «Барселоны». На обложке японской версии игры изображён полузащитник немецкого клуба «Боруссия Дортмунд» Синдзи Кагава. В бразильской версии рядом с Месси будет изображён Оскар. На обложке польской версии игры изображён нападающий «Аякса» Аркадиуш Милик. По результатам голосования для австралийской обложки была выбрана Стефани Катли, она будет изображена рядом с Месси и Тимом Кэхиллом. Для латиноамериканской обложки — колумбийский полузащитник Хуан Куадрадо в форме «Челси», в Великобритании рядом с Месси изображён Джордан Хендерсон, играющий за «Ливерпуль», для французской версии игры выбран Антуан Гризманн в форме «Атлетико Мадрид», а на мексиканской обложке изображён Марко Фабиан в футболке «Гвадалахары». В американской версии рядом с Месси запечатлена нападающая клуба «Портланд Торнс» и сборной США Алекс Морган, в Канаде также будет изображена женщина — капитан канадской сборной Кристин Синклер. На итальянской версии рядом с Месси изображен аргентинский футболист «Интера» Мауро Икарди, а в турецкой — полузащитник «Барселоны» в футболке сборной Турции Арда Туран.

## Отзывы
| Сводный рейтинг    | Сводный рейтинг              |
| Агрегатор          | Оценка                       |
| ------------------ | ---------------------------- |
| GameRankings       | (PS4) 81,76 % (XONE) 82,96 % |
| Metacritic         | (PS4) 82/100 (XONE) 85/100   |
| Иноязычные издания |                              |
| Издание            | Оценка                       |
| Eurogamer          | 8 / 10                       |
| Game Informer      | 8,75 / 10                    |
| GameSpot           | 9 / 10                       |
| GamesRadar+        | [ 42 ]                       |
| IGN                | 7,8 / 10                     |
| VideoGamer         | 7 / 10                       |
| Metro              | 7 / 10                       |
| The Guardian       | [ 46 ]                       |